# Wijkia alboalaris
Wijkia alboalaris är en bladmossart som beskrevs av Monte Gregg Manuel 1981. Wijkia alboalaris ingår i släktet Wijkia och familjen Sematophyllaceae. Inga underarter finns listade i Catalogue of Life.